# FC Grün-Weiss Wolfen
Pour les articles homonymes, voir Wolfen.
Maillots
Le FC Grün-Weiss Wolfen est un club allemand de football, localisé dans la petite ville de Wolfen, dans la Saxe-Anhalt (de nos jours Bitterfeld-Wolfen).

## Histoire

### De 1909 à 1945
Vers 1909, la création dans la ville de Wolfen de l’usine Filmfabrik Wolfen pour la fabrication de pellicules cinématographiques et photographiques (qui sera reprise ensuite au sein du groupe Agfa) contribua au développement économique et démographique de la localité.
Après la Première Guerre mondiale, un club de football fut créé sous l’appellation Wolfener Ballspielclub ou Wolferner BC. Ce club donna naissance plus tard au VfL Wolfen et au IG Farben SV.
Ce club joua dans les compétitions de la Verband Mitteldeutscher Fussball-Vereine (VMBV), mais y resta très anonyme. 
En 1945, le club fut dissous par les Alliés, comme tous les clubs et associations allemands (voir Directive n°23). Le club fut rapidement reconstitué sous l’appellation SG Wolfen.
La ville de Wolfen et la Saxe-Anhalt se retrouvèrent dans la zone d’occupation soviétique puis en RDA à partir de 1949.

### Époque de la RDA
En novembre 1948, le SG Wolfen fut regroupé avec le BSG Agfa Wolfen et le BSG Einheit Wolfen pour former le ZSG Wolfen. Le 7 octobre 1949, ce club fut renommé BSG Chemie Agfa Wolfen.
De toutes les sections de la BSG Chemie Agfa Wolfen, ce fut celle consacrée au football qui se mit le plus en évidence. En 1950, elle accéda à la Landesliga Sachsen Anhalt, soit le 3e niveau de la Deutscher Fussball Verband (DFV).
Deux ans plus tard, le BSG Chemie remporta le titre de Saxe-Anhalt et monta en I. DDR-Liga, soit la division 2 du football est-allemand. Le club y joua jusqu’en 1964 (sans le soutien de la firme Agfa jusqu’en 1957).
Au terme de la saison 1963-1964, après une 16e et dernière place, le BSG Chemie Agfa redescendit en Bezirksliga Halle.
En 1966, le club manqua le titre de peu en perdant les matches décisifs (0-0 puis 1-0) contre le BSG Motor Ammendorf. Deux ans plus tard, le succès fut au rendez-vous. Vice-champion, Chemie Wolfen remonta au niveau 2, la DDR-Liga.
Après une 3e place, le club semblait établi au 2e niveau, mais il subit les foudres de la DFV pour "recrutement illégal de joueurs" et "soutien financier illicite" (le sport est-allemand, selon la doctrine communiste, devait rester amateur). Le club fut rétrogradé en Bezirksliga. Si le club remonta directement, il ne joua plus que des seconds rôles entre le milieu et la fin du classement de la D2 est-allemande. En 1975, il fut à nouveau relégué. Il retourna en DDR-Liga de 1977 à 1981 et de 1982 à 1985.
Lors de son avant-dernière saison au 2e étage, le BSG Chemie Wolfen se classa 3e. Lors de ce championnat 1983-1984, une moyenne de 1 600 spectateurs se présenta au Jahnstadion qui pouvait en contenir 10 000.
Après son retour en Bezirksliga, le club fut plus discret. En 1989, il échoua dans le tour final pour la montée.

#### Évolutions dans les ligues est-allemandes
| de 1950 à 1952 | Landesliga Sachsen |
| de 1952 à 1964 | DDR-Liga           |
| de 1964 à 1968 | Bezirksliga Halle  |
| de 1968 à 1971 | DDR-Liga           |
| en 1971-1972   | Bezirksliga Halle  |
| de 1972 à 1974 | DDR-Liga           |
| de 1974 à 1977 | Bezirksliga Halle  |
| de 1977 à 1981 | DDR-Liga           |
| en 1981-1982   | Bezirksliga Halle  |
| de 1982 à 1985 | DDR-Liga           |
| de 1985 à 1990 | Bezirksliga Halle  |

À la suite de ses 24 saisons passées en DDR-Liga, le BSG Chemie Wolfen se classe au 19e du classement absolu de cette ligue.

### Depuis 1990
Après la réunification allemande de 1990, les différentes sections du club purent enfin recevoir officiellement le parrainage de l’usine de films. 
Le 21 janvier 1994, la section football devint indépendante sous la dénomination de FC Grün-Weiss Wolfen. L’équipe première de ce club joua en Landesliga/Verbandsliga Sachsen-Anhalt (une ligue de niveau 5 en 1994). Avec l’apport d’un sponsor, (la fime Q-Cells), le club se montra ambitieux et désira la montée. Quatre journées avant la fin de saison 2007-2008, le FC Grün-Weiss fêta son accession à la NOFV-Oberliga. Cette ligue devenait le 5e niveau la saison suivante à la suite de l'instauration de la 3. Liga.
Le club se déclara encore ambitieux et construisit une équipe voulue compétitive. Mais le début de saison 2008-2009 fut catastrophique avec une seule victoire en huit rencontres. À la mi-saison, l’équipe était dans les tréfonds du classement. Le second tour n’arrangea rien et le club fut relégué.
En 2010-2011, le FC Grün-Weiss Wolfen évolue en Verbansdliga Sachsen-Anhalt, soit le 6e niveau de la hiérarchie de la DFB

## Palmarès
- Champion de Saxe-Anhalt: 1952.
- Champion de la Bezirksliga Halle: 1990.

## Localisation

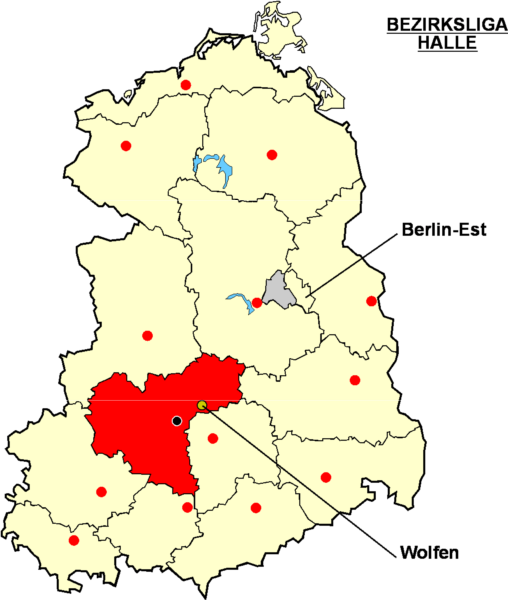
Localisation de Wolfen dans la "Bezirksliga Halle"